# توماس سمايلي
توماس سمايلي (بالإنجليزية: Thomas William Smillie)‏ هو مصور أمريكي، ولد في 15 أبريل 1843 في إدنبرة في المملكة المتحدة، وتوفي في 7 مارس 1917 في واشنطن العاصمة في الولايات المتحدة.